# アウトロー日本昔話
『アウトロー日本昔話』（アウトローにほんむかしばなし）は、島崎康行による日本の漫画。『週刊漫画ゴラク』（日本文芸社）にて、2020年12月18日号から2022年2月19日号までシリーズ連載として連載。

## 作品概要
皆が知っている日本昔話をモチーフにして、極道や殺し屋、復習代行業者などのアウトローたちが躍動する世にも不思議な物語である。
桃太郎、かぐや姫、金太郎、猿蟹合戦、浦島太郎、鶴の恩返し、わらしべ長者、かちかち山、笠地蔵など、昔話をモチーフとした15話が掲載されている。猿蟹合戦のみ前後編となっている。

## 書誌情報
- 島崎康行 『アウトロー日本昔話』 日本文芸社〈ニチブンコミックス〉、2022年4月19日発売[4][5]、ISBN 978-4-537-14491-8